# Никольское (Белгородский район)
Никольское — село Белгородского района Белгородской области России. Административный центр Никольского сельского поселения.

## География
Село расположено в срединной части Белгородской области, по обоим берегам малой реки (ручья) под названием Топлинка (правого притока Северского Донца), в 6 км по прямой к юго-востоку от районного центра, посёлка Майского.

## История

### Происхождение названий
В старину село называли «Хлоповкой». Через него проходил Чугуевский тракт на город Харьков. В центре села находилась станция, где меняли лошадей, останавливались на ночлег проезжие. Станционным смотрителем был управляющий помещик Хлопов, так его звали по двору, поэтому станция называлась Хлоповкой, а также и все село.
В 1775 году в центре села, на самом видном месте была построена церковь с колокольней. Открытие церкви состоялось на праздник летнего Николы. Церковь была названа Никольской и село стали называть «Никольское».

### Исторический очерк
В 1918 году село было оккупировано немецко-гайдамацкими войсками.
В 1920-х годах в селе было 140 хозяйств. Село в основном состояло из бедняков и середняков.
1 ноября 1920 года в селе Никольском зарегистрировали коммуну «Счастье пролетариата».
11 октября 1924 года в Никольском зарегистрирована сельхозкоммуна им. 3 Коминтерна, а 28 декабря 1926 года — товарищество по совместной обработке земли (ТОЗ) «Новый пахарь».
В 1929 году в селе Никольское организовали колхоз «Память Ленина».
Во время Великой Отечественной войны с 10 октября 1941 года по 5 августа 1943 года Никольское было захвачено немецкими войсками.
В 1950 году к колхозу «Память Ленина» присоединили два соседних: «Путь к социализму» (деревня Бродок) и «День урожая» (деревня Недоступовка).
В 1951—1958 годах над колхозом шефствовал Белгородский шиферный завод.
В 1997 году село Никольское в Белгородском районе — центр Никольского сельского округа, состоявшего из собственно села Никольского (690 домовладений), Пуляевки (31) и Соломина (34).
В 2008 году село Никольское — центр Никольского сельского поселения Белгородского района Белгородской области.

## Население
| 2002 | 2010  | 2021  |
| ---- | ----- | ----- |
| 2205 | ↗2778 | ↗7443 |

X ревизия в 1858 году насчитала в Никольском (Хлоповка тож) «182 души мужскаго пола».
По документам подворной переписи Белгородского уезда сентября и октября 1884 года: село Никольское (Хлоповка тож) — центр самой малой волости в уезде (в ней «переписью насчитано всего 6179 душ обоего пола»).
На 1 января 1932 года в Никольском — 833 жителя.
По данным переписей населения в селе Никольское на 17 января 1979 года — 992 жителя, на 12 января 1989 года — 1686 (745 мужчин, 941 женщин), на 1 января 1994 года — 1869 жителей.
В 2008 году — 2828 жителей, в 2009 году — 2782, в 2010 году — 2656.

## Инфраструктура
В 1975 году сдали в эксплуатацию животноводческий комплекс на 1200 голов, в Никольском построили новое здание конторы, а в 1976 году — среднюю школу на 280 учащихся. Появилась в Никольском и своя котельная, давшая тепло и производственным объектам и в жилые дома.
В 1977 году в Никольском открыли медицинский пункт, позже были построены Дом культуры с кинозалом на 320 мест, библиотекой и читальным залом, детский сад. Село было газифицировано.
В 1990-х Никольское с областным центром связала дорога с твердым покрытием, появилась в селе школа на 420 мест. Вместо колхоза стало АО «Память Ленина», в основном занятое растениеводством и молочным животноводством.